# August Baldschus
August Baldschus (Augustas Baldžius) (* 18. November 1883 im Landkreis Heydekrug, Preußisch Litauen; † 12. Mai 1952 in Bad Segeberg) war ein deutscher Politiker im Memelland und Landrat im Kreis Heydekrug.

## Leben
Baldžius war Landwirt. Politisch gehörte er als Mitglied der Memelländischen Volkspartei an. Für diese war er 1925–1930 Mitglied des Seimelis, des Memelländischen Landtags. Er wurde jeweils als Listenführer im Wahlkreis Heydekrug gewählt. 1935 erneut – diesmal für die Memelländische Einheitsliste – in den Landtag gewählt, war er Parlamentspräsident. Er war erstmals vom 12. Januar bis 8. zum November 1926 Mitglied der Landesdirektorium genannten Regierung des autonomen Memelgebietes. Baldžius stand vom 28. November 1935 bis zum 7. Januar 1939 der letzten Regierung des Memelgebietes vor, die sich auf das Parlament stützte. 1930–1935 war er Landrat im Landkreis Heydekrug. Zum 1. April 1939, nachdem das Memelland wieder zum Deutschen Reich gekommen war, trat Baldžius der NSDAP bei (Mitgliedsnummer 7.162.388). 1944 floh er vor der Roten Armee. Danach lebte er in Westerrade.